# William Clark
William Clark (Ladysmith, 1º agosto 1770 – St. Louis, 1º settembre 1838) è stato un esploratore statunitense. Nato da una famiglia di origine scozzese, accompagnò Meriwether Lewis nella loro omonima spedizione.

## Biografia
William Clark nacque a Caroline, in Virginia, il 1º agosto 1770 e fu il penultimo figlio dei dieci fratelli nati da Ann e John Clark. Quando iniziò la Rivoluzione americana egli fu l'unico dei fratelli maschi a non prendervi parte, perché troppo giovane. Quando raggiunse i 12 anni entrò a far parte dell'Esercito continentale dove già suo fratello maggiore, George Rogers, aveva raggiunto il grado di generale. Quest'ultimo passò buona parte del periodo bellico sul fronte ovest combattendo accanitamente le tribù indiane, istigate dai britannici ad attaccare i coloni.
Dopo la guerra d'indipendenza la famiglia Clark si spostò a Beargrass, nei pressi di Louisville, in Kentucky. Essi raggiunsero il luogo nella primavera del 1786 dopo aver attraversato la valle del fiume Ohio ed aver completato la parte finale del viaggio in barca.
Nonostante la buona condizione sociale della propria famiglia tra i coloniali, William non ricevette un'educazione formale. Le carenze di base riguardo all'istruzione sono rimaste famose grazie alle invenzioni grammaticali riflesse nel diario di viaggio tenuto assieme a Lewis durante la loro nota spedizione.
Nel 1789 William Clark si arruolò nella Kentucky Militia, un esercito locale nato per contrattaccare i nativi americani dell'area. Nel 1792 il governo federale si risolse a dar man forte nel sedare le insurrezioni ed in questa occasione William accettò un posto come luogotenente nell'esercito regolare.

## La spedizione con Lewis
William lasciò l'esercito nel 1796 tornando alla piantagione della sua famiglia a Mulberry Hills, vicino a Louisville. Nel 1803 arrivò la richiesta da parte dell'esploratore Lewis di partecipare al comando del nuovo Corpo di Esplorazione. Clark passò tre anni in questa spedizione, e nonostante fosse tecnicamente subordinato a Lewis, esercitò un'identica autorità. Si concentrò principalmente sulla redazione delle mappe, l'organizzazione dei rifornimenti e l'identificazione di nuove specie faunistiche e botaniche.

### I nativi americani e la guerra
William divenne brigadiere generale dell'esercito e sovrintendente agli affari indiani del Territorio della Louisiana nel 1807. Scelse di collocare il suo quartier generale a St. Louis, in Missouri. Quando nel 1813 venne creato il Territorio del Missouri William ne venne fatto governatore. Durante la Guerra del 1812 egli condusse numerose campagne e stabilì la prima postazione nell'area che oggi è il Wisconsin.
Dopo la guerra Clark tornò ad occuparsi degli affari indiani impiegando molti tentativi diplomatici in risposta a varie insurrezioni nell'area che portarono ad esempio alla Guerra dei Black Hawk. Cugino primo del generale unionista Robert Anderson, Clark fu anche membro della Massoneria. Non si conosce la data della sua iniziazione ma esiste un certificato che lo attesta datato 18 settembre 1809.
William sposò Julia Hancock il 5 gennaio 1808 ed ebbe cinque figli: Meriwether Lewis Clark (1809-1881) chiamato così in onore del suo caro amico e compagno di viaggio, William Preston Clark (1811-1840), Mary Margaret Clark (1814-1821), George Rogers Hancock Clark (1816-1858) chiamato così in ricordo di suo fratello, John Julius Clark (1818-1831).
Dopo la morte di Julia nel 1820 sposò la cugina di quest'ultima, Harriet Kennerly Radford ed ebbe altri tre figli: Jefferson Kearny Clark (1824-1900), Edmund Clark (1826-1827) ed Harriet Clark della quale non si conosce la data di nascita e che morì probabilmente durante l'infanzia. La seconda moglie di Clark morì nel 1831.

### Dopo la morte
William Clark morì il 1º settembre 1838 e fu seppellito nel Bellefontaine Cemetery di Saint Louis, Missouri, dove venne eretto un obelisco di granito alto 10,6 metri per simboleggiare la sua tomba. Nonostante la famiglia avesse fatto una donazione per il mantenimento del sito nel tardo XX secolo, la tomba è caduta in rovina. I suoi discendenti hanno però stanziato $100.000 per il restauro dell'obelisco con una cerimonia celebrativa che ebbe luogo il 21 maggio 2004, giorno del bicentennale della partenza della nota spedizione. Alla cerimonia parteciparono un grande gruppo di discendenti della famiglia Clark, alcuni attori con vestiti del XIX secolo ed alcuni rappresentanti degli Osage e degli Shoshone, nativi americani della zona.

## Omaggi e riconoscimenti
Il 17 gennaio 2001, in uno dei suoi ultimi atti ufficiali, il Presidente Bill Clinton aumentò il grado militare di Clark a capitano alla presenza dei discendenti dello stesso.
Il genere delle piante denominate Clarkia, diffuse nell'America dell'ovest, devono il loro nome proprio a William Clark, così come il Clark's Nutcracker (Nucifraga columbiana), un uccello della famiglia dei Corvidi. Molti stati hanno denominato alcune loro contee in suo onore: tra questi l'Arkansas, l'Idaho, il Missouri, il Montana e lo Stato di Washington.
Inoltre esiste un fiume Clark nel Kentucky dell'ovest ed anche una stella dedicata a lui nel Walk of Fame di St. Louis.